# Universitetsbiblioteket i Rijeka
Universitetsbiblioteket i Rijeka  (kroatiska: Sveučilišna knjižnica u Rijeci) eller Rijekas universitetsbibliotek är ett universitetsbibliotek i Rijeka i Kroatien. Biblioteket spår sina rötter från år 1627 och är en del av Rijekas universitet. Det är beläget mittemot Grand Hotel Bonavia i stadsdelen Dolac i den centrala delen av staden.

## Historik
Rijekas universitetsbibliotek spår sina rötter från den 23 november 1627 då jesuiterna grundade Jesuitordens kollegie- och gymnasiebibliotek i dåvarande habsburgska Fiume (sedan år 1947 känt under sitt kroatiska namn Rijeka).
Som ett resultat av kejsar Josef II:s reformarbete avskaffades de lokala jesuiternas seminarium, kollegium, gymnasium samt teologiska och filosofiska fakultet den 23 september 1773. Lärosätet var inrymt i en byggnad norr om Sankt Vitus katedral och rummen där böckerna fanns förseglades. Efter att det forna seminariets bokinnehav fyra år senare övergått i Rijeka kommuns ägo gjordes en förteckning över den rika bokfonden. Förteckningen "Inventario e Catallogo della Bibliotheca e delli libri delle congregazioni" innehöll totalt 1 644 titlar fördelade på 2 570 volymer. År 1779 övergick boksamlingen i Staden Rijekas ägo och samma år donerade Giulio de Benzoni och Giuseppe Marotti sina familjebibliotek till staden med villkoret att böckerna skulle förbli tillgängliga för allmänheten. År 1782 etablerades det stads-gymnasiala biblioteket sedan de donerade familjebiblioteken sammanförts med de forna jesuiternas boksamling och Sjökrigsskolans bibliotek. Bibliotekets bokinnehav växte därefter ytterligare genom bland annat donationer.
Från år 1892 var biblioteket verksamt under namnet "Biblioteca Civica". Under ledning av bibliotekarien Pietro Pillepich profilerade sig Biblioteca Civica som ett vetenskapligt bibliotek.

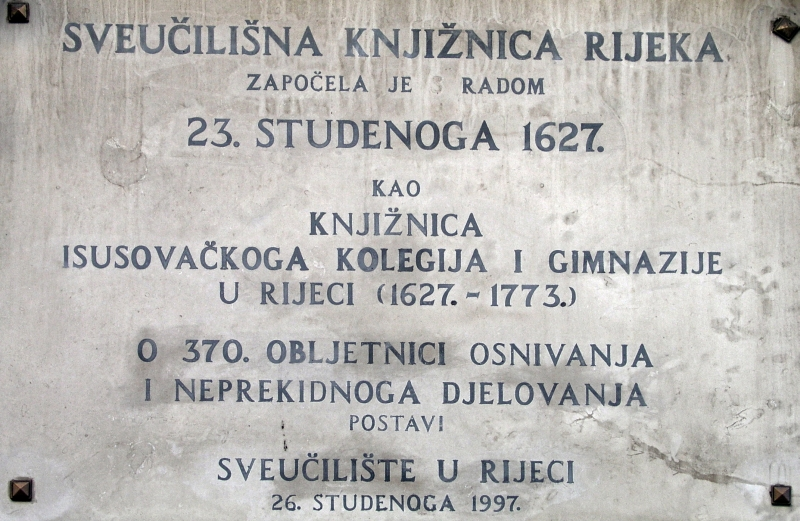
Minnesmärke vid ingången till Universitetsbiblioteket.

Efter andra världskriget ombildades Jugoslavien som en kommunistisk förbundsstat. År 1948 beslutade den dåvarande Folkrepubliken Kroatiens utbildningsdepartement att dela upp Biblioteca Civicas bokinnehav. En del böcker gick till Rijekas stadsbibliotek medan böcker av vetenskaplig karaktär kom att ingå i det nyetablerade  Vetenskapsbiblioteket (Naučna biblioteka) som från 1979 är associerat med Rijekas universitet. År 1995 bytte biblioteket namn till Universitetsbiblioteket i Rijeka.

## Verksamhet och beskrivning
Universitetsbiblioteket i Rijeka är en vetenskaplig institution. Dess aktiviteter omfattar bland annat inköp av litteratur, professionell bearbetning och bevarande av bibliotekets bokfond, utgivning av nyhetsbrev och kataloger samt tillhandahållande av informationshjälpmedel och databaser.

## Glagolitiska skrift-utställningen
I Rijekas universitetsbibliotek finns den permanenta Glagolitiska skrift-utställningen. I utställningen finns 127 objekt med glagolitisk skrift som belyser alfabetets betydelse för kroatisk och europeisk kulturhistoria. Utställningen bekräftar Rijekas betydelse som ett kulturellt och geografiskt centrum som sammanbinder den lokala glagolitiska traditionen i Rijeka-området. Samlingen består av förstorade fotografier av litterära och juridiska texter med glagolitisk text liksom avgjutningar (kopior) av glagolitiska steninskriptioner som hittats i Rijeka-området.